# Tony Award alla miglior attrice non protagonista in un musical
Il Tony Award alla miglior attrice non protagonista in un musical (Tony Award for Best Featured Actress in a Musical) è una categoria del Tony Award, e un premio che dal 1950 celebra le migliori attrici che hanno ricoperto un ruolo da non protagonista in musical nuovo o in un revival. Dal 1950 al 1976 il premio si chiamava “Tony Award for Best Performance by a Featured or Supporting Actress”.

## Vincitrici e candidate

### Anni 1950
- 1950: Juanita Hall – South Pacific nel ruolo di Bloody Mary
  - Nessun'altra candidata
- 1951: Isabel Bigley – Guys and Dolls nel ruolo di Sarah Brown
  - Nessun'altra candidata
- 1952: Helen Gallagher – Pal Joey nel ruolo di Gladys Bumps
  - Nessun'altra candidata
- 1953: Sheila Bond – Wish You Were Here nel ruolo di Fay Fromkin
  - Nessun'altra candidata
- 1954: Gwen Verdon – Can-Can nel ruolo di Claudine
  - Nessun'altra candidata
- 1955: Carol Haney – The Pajama Game nel ruolo di Gladys
  - Nessun'altra candidata

- 1956: Lotte Lenya – The Threepenny Opera nel ruolo di Jenny
  - Rae Allen – Damn Yankees
  - Pat Carroll – Catch a Star
  - Judy Tyler – Pipe Dream
- 1957: Edie Adams – Li'l Abner nel ruolo di Daisy Mae
  - Virginia Gibson – Happy Hunting nel ruolo di Beth Livingstone
  - Irra Petina – Candide nel ruolo di Old Lady
  - Jo Sullivan Loesser – The Most Happy Fella nel ruolo di Rosabella
- 1958: Barbara Cook – The Music Man nel ruolo di Marian Paroo
  - Susan Johnson – Oh, Captain! nel ruolo di Mae
  - Carol Lawrence – West Side Story nel ruolo di Maria
  - Jackie McKeever – Oh, Captain! nel ruolo di Mrs. Maud St. James
  - Josephine Premice – Jamaica nel ruolo di Ginger
- 1959: Pat Stanley – Goldilocks nel ruolo di Lois Lee
  - Julienne Marie – Whoop-Up nel ruolo di Mary Champlain

### Anni 1960
- 1960: Patricia Neway – The Sound of Music nel ruolo della Reverenda Madre
  - Sandra Church – Gypsy nel ruolo di Louise
  - Pert Kelton – Greenwillow nel ruolo di Gramma Briggs
  - Lauri Peters e le Bambine (Kathy Dunn, Evanna Lien, Mary Susan Locke, Marilyn Rogers, William Snowden, Joseph Stewart) – The Sound of Music nel ruolo dei bambini Von Trapp
- 1961: Tammy Grimes – The Unsinkable Molly Brown nel ruolo di Molly Tobin
  - Nancy Dussault – Do Re Mi nel ruolo di Tilda Mullen
  - Chita Rivera – Bye Bye Birdie nel ruolo di Rosie Alverez
- 1962: Phyllis Newman – Subways Are For Sleeping nel ruolo di Martha Vail
  - Elizabeth Allen – The Gay Life nel ruolo di Magda
  - Barbara Harris – From the Second City nel ruolo di vari personaggi
  - Barbra Streisand – I Can Get It for You Wholesale nel ruolo di Mrs. Marmelstein
- 1963: Anna Quayle – Stop the World - I Want to Get Off nel ruolo di Evie/l'altra donna
  - Ruth Kobart – A Funny Thing Happened on the Way to the Forum nel ruolo di Domina
  - Virginia Martin – Little Me nel ruolo di Young Belle
  - Louise Troy – Tovarich nel ruolo di Natalia Mayovskaya
- 1964: Tessie O'Shea – The Girl Who Came to Supper nel ruolo di Ada Cockle
  - Julienne Marie – Foxy nel ruolo di Celia
  - Kay Medford – Funny Girl nel ruolo di Mrs. Brice
  - Louise Troy – High Spirits nel ruolo di Ruth Condomine

- 1965: Maria Karnilova – Fiddler on the Roof nel ruolo di Golde
  - Luba Lisa – I Had a Ball nel ruolo di Addie
  - Carrie Nye – Half a Sixpence nel ruolo di Helen Walsingham
  - Barbara Windsor – Oh! What a Lovely War nel ruolo di vari personaggi
- 1966: Beatrice Arthur – Mame nel ruolo di Vera Charles
  - Helen Gallagher – Sweet Charity nel ruolo di Nickie
  - Patricia Marand – It's a Bird...It's a Plane...It's Superman nel ruolo di Lois Lane
  - Charlotte Rae – Pickwick nel ruolo di Mrs. Bardell
- 1967: Peg Murray – Cabaret nel ruolo di Fraulein Kost
  - Leland Palmer – A Joyful Noise nel ruolo di Miss Jimmie
  - Josephine Premice – A Hand is on the Gate nel ruolo di vari personaggi
  - Susan Watson – A Joyful Noise nel ruolo di Jenny Lee
- 1968: Lillian Hayman – Hallelujah, Baby! nel ruolo di Momma
  - Geula Gill – The Grand Music Hall of Israel nel ruolo di vari personaggi
  - Julie Gregg – The Happy Time nel ruolo di Laurie Mannon
  - Alice Playten – Henry, Sweet Henry nel ruolo di Kafritz
- 1969: Marian Mercer – Promises, Promises nel ruolo di Marge MacDougall
  - Sandy Duncan – Canterbury Tales nel ruolo di Allison/May/Molly
  - Lorraine Serabian – Zorba nel ruolo di Leader
  - Virginia Vestoff – 1776 nel ruolo di Abigail Adams

### Anni 1970
- 1970: Melba Moore – Purlie nel ruolo di Lutibelle
  - Bonnie Franklin – Applause nel ruolo di Bonnie
  - Penny Fuller – Applause nel ruolo di Eve Harrington
  - Melissa Hart – Georgy nel ruolo di Meredith
- 1971: Patsy Kelly – No, No Nanette nel ruolo di Paulene
  - Barbara Barrie – Company nel ruolo di Sarah
  - Pamela Myers – Company nel ruolo di Marta
- 1972: Linda Hopkins – Inner City nel ruolo di vari personaggi
  - Adrienne Barbeau – Grease nel ruolo di Betty Rizzo
  - Bernadette Peters – On the Town nel ruolo di Hildy
  - Beatrice Winde – Ain't Supposed to Die a Natural Death nel ruolo di vari personaggi
- 1973: Patricia Elliott – A Little Night Music nel ruolo della contessa Charlotte Malcolm
  - Hermione Gingold – A Little Night Music nel ruolo di Madame Armfeldt
  - Patsy Kelly – Irene nel ruolo di Mrs. O'Dare
  - Irene Ryan – Pippin nel ruolo di Berthe
- 1974: Janie Sell – Over Here! nel ruolo di Mitzi
  - Leigh Beery – Cyrano nel ruolo di Roxana
  - Maureen Brennan – Candide nel ruolo di Cunegonde
  - June Gable – Candide nel ruolo della vecchia signora
  - Ernestine Jackson – Raisin nel ruolo di Ruth da giovane

- 1975: Dee Dee Bridgewater – The Wiz nel ruolo di Glinda, la buona strega del Sud
  - Susan Browning – Goodtime Charley nel ruolo di Agnes Sorel
  - Zan Charisse – Gypsy nel ruolo di Louise
  - Taina Elg – Where's Charley? nel ruolo di Donna Lucia D'Alvadorez
  - Kelly Garrett – The Night That Made America Famous nel ruolo di vari personaggi
  - Donna Theodore – Shenandoah nel ruolo di Anna
- 1976: Kelly Bishop – A Chorus Line nel ruolo di Sheila Bryant
  - Priscilla Lopez – A Chorus Line nel ruolo di Diana Morales
  - Patti LuPone – The Robber Bridegroom nel ruolo di Rosamund
  - Virginia Seidel – Very Good Eddie nel ruolo di Mrs. Elsie Darling
- 1977: Delores Hall – Your Arms Too Short to Box with God nel ruolo di vari personaggi 
  - Ellen Greene – L'opera da tre soldi nel ruolo di Jenny
  - Millicent Martin – Side by Side by Sondheim nel ruolo di vari personaggi
  - Julia McKenzie – Side by Side by Sondheim nel ruolo di vari personaggi
- 1978: Nell Carter – Ain't Misbehavin' nel ruolo di Nell
  - Imogene Coca – On the Twentieth Century nel ruolo di Letitia Primrose
  - Ann Reinking – Dancin' nel ruolo di vari personaggi
  - Charlayne Woodard – Ain't Misbehavin' nel ruolo di vari personaggi
- 1979: Carlin Glynn – The Best Little Whorehouse in Texas nel ruolo di Mona Stangley
  - Joan Ellis – The Best Little Whorehouse in Texas nel ruolo di Joan Ellis
  - Millicent Martin – King of Hearts nel ruolo di Madeleine
  - Maxine Sullivan – My Old Friends nel ruolo di Mrs. Cooper

### Anni 1980
- 1980: Priscilla Lopez – A Day in Hollywood/A Night in the Ukraine nel ruolo di Gino
  - Debbie Allen – West Side Story nel ruolo di Anita
  - Glenn Close – Barnum nel ruolo di Charity Barnum
  - Josie de Guzman – West Side Story nel ruolo di Maria
- 1981: Marilyn Cooper – Woman of the Year nel ruolo di Jan Donovan
  - Phyllis Hyman – Sophisticated Ladies nel ruolo di vari personaggi
  - Wanda Richert – 42nd Street nel ruolo di Peggy Sawyer
  - Lynne Thigpen – Tintypes nel ruolo di personaggi
- 1982: Liliane Montevecchi – Nine nel ruolo di Lilaine La Fleur
  - Laurie Beechman – Joseph and the Amazing Technicolor Dreamcoat nel ruolo della Narratrice
  - Karen Akers – Nine nel ruolo di Luisa Contini
  - Anita Morris – Nine nel ruolo di Carla Albanese
- 1983: Betty Buckley – Cats nel ruolo di Grizabella
  - Christine Andreas – On Your Toes nel ruolo di Frankie Fayne
  - Karla Burns – Show Boat nel ruolo di Queenie
  - Denny Dillon – My One and Only nel ruolo di Mickey
- 1984: Lila Kedrova – Zorba nel ruolo di Madame Hortense
  - Martine Allard – The Tap Dance Kid nel ruolo di Emma
  - Liz Callaway – Baby nel ruolo di Lizzie Fields
  - Dana Ivey – Sunday in the Park with George nel ruolo di Yvonne/Naomi Eisen

- 1985: Leilani Jones – Grind nel ruolo di Satin
  - Evalyn Baron – Quilters nel ruolo di Daughter
  - Mary Beth Peil – The King and I nel ruolo di Anna Leonowens
  - Lenka Peterson – Quilters nel ruolo di Sarah
- 1986: Bebe Neuwirth – Sweet Charity nel ruolo di Nickie
  - Patti Cohenour – Drood nel ruolo di Rosa Bud / Miss Deirdre Peregrine
  - Jana Schneider – Drood nel ruolo di Helena Landless / Miss Janet Conover
  - Elisabeth Welch – Jerome Kern Goes to Hollywood nel ruolo di vari personaggi
- 1987: Frances Ruffelle – Les Misérables nel ruolo di Éponine
  - Jane Connell – Me and My Girl nel ruolo della Duchessa Maria
  - Judy Kuhn – Les Misérables nel ruolo di Cosette
  - Jane Summerhays – Me and My Girl nel ruolo di Lady Jaqueline Carstone
- 1988: Judy Kaye – The Phantom of the Opera nel ruolo di Carlotta Giudicelli
  - Leleti Khumalo – Sarafina! nel ruolo di Sarafina
  - Alyson Reed – Cabaret nel ruolo di Sally Bowles
  - Regina Resnik – Cabaret nel ruolo di Fraü Schneider
- 1989: Debbie Shapiro Gravitte – Jerome Robbins' Broadway nel ruolo di vari personaggi 
  - Jane Lanier – Jerome Robbins' Broadway nel ruolo di vari personaggi
  - Faith Prince – Jerome Robbins' Broadway nel ruolo di vari personaggi
  - Julie Wilson – Legs Diamond nel ruolo di Flo

### Anni 1990
- 1990: Randy Graff – City of Angels nel ruolo di Oolie/Donna
  - Jane Krakowski – Grand Hotel nel ruolo di Flaemmchen
  - Kathleen Rowe McAllen – Nel ruolo dipects of Love nel ruolo di Giulietta Trapani
  - Crista Moore – Gypsy nel ruolo di Louise
- 1991: Daisy Eagan – The Secret Garden nel ruolo di Mary Lennox
  - Alison Fraser – The Secret Garden nel ruolo di Martha
  - Cady Huffman – The Will Rogers Follies nel ruolo di Ziegfield's favorite
  - LaChanze – Once on This Island nel ruolo di Ti Moune
- 1992: Tonya Pinkins – Jelly's Last Jam nel ruolo di Sweet Anita
  - Liz Larsen – The Most Happy Fella nel ruolo di Cleo
  - Vivian Reed – The High Rollers Social and Plasiure Club nel ruolo di Irene
  - Barbara Walsh – Falsettos nel ruolo di Trina
- 1993:  Andrea Martin – My Favorite Year nel ruolo di Alice Miller
  - Jan Graveson – Blood Brothers nel ruolo di Linda
  - Lainie Kazan – My Favorite Year nel ruolo di Belle May Steinberg Carroca
  - Marcia Mitzman Gaven – Tommy nel ruolo di Mrs. Walker
- 1994: Audra McDonald – Carousel nel ruolo di Carrie Pipperidge
  - Marcia Lewis – Grease nel ruolo di Miss Lynch
  - Sally Mayes – She Loves Me nel ruolo di Ilona Ritter
  - Marin Mazzie – Passion nel ruolo di Clara

- 1995: Gretha Boston – Show Boat nel ruolo di Queenie
  - Brenda Braxton – Smokey Joe's Cafe nel ruolo di vari personaggi
  - B.J. Crosby – Smokey Joe's Cafe nel ruolo di vari personaggi
  - DeLee Lively – Smokey Joe's Cafe nel ruolo di vari personaggi
- 1996: Ann Duquesnay – Bring in 'da Noise/Bring in 'da Funk nel ruolo di 'Da Singer/Chanteuse
  - Joohee Choi – The King and I nel ruolo di Tuptim
  - Veanne Cox – Company nel ruolo di Amy
  - Idina Menzel – Rent nel ruolo di Maureen Johnson
- 1997: Lillias White – The Life nel ruolo di Sonja
  - Marcia Lewis – Chicago nel ruolo di Matron Mamma Morton
  - Andrea Martin – Candide nel ruolo di Old Lady
  - Debra Monk – Steel Pier nel ruolo di Shelby Stevens
- 1998: Audra McDonald – Ragtime nel ruolo di Sarah
  - Anna Kendrick – High Society nel ruolo di Dinah
  - Tsidii Le Loka – The Lion King nel ruolo di Rafiki
  - Mary Louise Wilson – Cabaret nel ruolo di Fraulein Schneider
- 1999: Kristin Chenoweth – You're a Good Man, Charlie Brown nel ruolo di Sally Brown
  - Gretha Boston – It Ain't Nothin' But the Blues nel ruolo di vari personaggi
  - Valarie Pettiford – Fosse nel ruolo di vari personaggi
  - Mary Testa – On the Town nel ruolo di Madame Maude P. Dilly

### Anni 2000
- 2000: Karen Ziemba – Contact nel ruolo di Wife
  - Laura Benanti – Swing! nel ruolo di vari personaggi
  - Ann Hampton Callaway – Swing! nel ruolo di veri personaggi
  - Eartha Kitt – The Wild Party nel ruolo di Dolores
  - Deborah Yates – Contact nel ruolo di Girl in a Yellow Dress
- 2001: Cady Huffman – The Producers nel ruolo di Ulla
  - Polly Bergen – Follies nel ruolo di Carlotta
  - Kathleen Freeman – The Full Monty nel ruolo di Jeannette Burmeister
  - Kate Levering – 42nd Street nel ruolo di Peggy
  - Mary Testa – 42nd Street nel ruolo di Maggie Jones
- 2002: Harriet Sansom Harris – Thoroughly Modern Millie nel ruolo di Mrs. Meers
  - Andrea Martin – Oklahoma! nel ruolo di Aunt Eller
  - Judy Kaye – Mamma Mia! nel ruolo di Rosie Mulligan
  - Laura Benanti – Into the Woods nel ruolo di Cinderella
  - Spencer Kayden – Urinetown nel ruolo di Little Sally
- 2003: Jane Krakowski – Nine nel ruolo di Carla Albanese
  - Tammy Blanchard – Gypsy nel ruolo di Louise
  - Mary Stuart Masterson – Nine nel ruolo di Luisa Contini
  - Chita Rivera – Nine nel ruolo di Lilaine La Fleur
  - Ashley Tuttle – Movin' Out nel ruolo di Judy
- 2004: Anika Noni Rose – Caroline, or Change nel ruolo di Emmie Thibodeaux
  - Beth Fowler – The Boy from Oz nel ruolo di Marion Allen
  - Isabel Keating – The Boy from Oz nel ruolo di Judy Garland
  - Jennifer Westfeldt – Wonderful Town nel ruolo di Eileen Sherwood
  - Karen Ziemba – Never Gonna Dance nel ruolo di Mabel

- 2005: Sara Ramírez – Spamalot nel ruolo di the Lady of the Lake
  - Joanna Gleason – Dirty Rotten Scoundrels nel ruolo di Muriel Eubanks
  - Celia Keenan-Bolger – The 25th Annual Putnam County Spelling Bee nel ruolo di Olive Ostrovsky
  - Jan Maxwell – Chitty Chitty Bang Bang nel ruolo di Baroness Bomburst
  - Kelli O'Hara – The Light in the Piazza nel ruolo di Clara Johnson
- 2006: Beth Leavel – The Drowsy Chaperone nel ruolo di Beatrice Stockwell
  - Carolee Carmello – Lestat nel ruolo di Gabrielle
  - Felicia P. Fields – The Color Purple nel ruolo di Sofia
  - Megan Lawrence – The Pajama Game nel ruolo di Gladys
  - Elisabeth Withers-Mendes – The Color Purple nel ruolo di Shug Avery
- 2007: Mary Louise Wilson – Grey Gardens nel ruolo di Edith Bouvier Beale
  - Charlotte d'Amboise – A Chorus Line nel ruolo di Cnel ruolo disie
  - Rebecca Luker – Mary Poppins nel ruolo di Winifred Banks
  - Orfeh – Legally Blonde: The Musical nel ruolo di Paulette Bonafonté
  - Karen Ziemba – Curtains nel ruolo di Georgia Hendricks
- 2008: Laura Benanti – Gypsy nel ruolo di Louise
  - de'Adre Aziza – Pnel ruolo dising Strange nel ruolo di Edwina/Marianna/Sudabey
  - Andrea Martin – Young Frankenstein nel ruolo di Frau Blücher
  - Olga Merediz – In the Heights nel ruolo di Abuela Claudia
  - Loretta Ables-Sayre – South Pacific nel ruolo di Bloody Mary
- 2009: Karen Olivo – West Side Story nel ruolo di Anita
  - Jennifer Damiano – Next to Normal nel ruolo di Natalie Goodman
  - Haydn Gwynne – Billy Elliot the Musical nel ruolo di Mrs. Wilkinson
  - Martha Plimpton – Pal Joey nel ruolo di Gladys
  - Carole Shelley – Billy Elliot the Musical nel ruolo di Grandma

### Anni 2010
- 2010: Katie Finneran – Promises, Promises nel ruolo di Marge MacDougall
  - Barbara Cook – Sondheim on Sondheim nel ruolo di sé stessa
  - Angela Lansbury – A Little Night Music nel ruolo di Madame Armfeldt
  - Karine Plantadit – Come Fly Away nel ruolo di Kate
  - Lillias White – Fela! nel ruolo di Funmilayo
- 2011: Nikki M. James – The Book of Mormon nel ruolo di Nabalungi
  - Laura Benanti – Women on the Verge of a Nervous Breakdown nel ruolo di Candela
  - Tammy Blanchard – How to Succeed in Business Without Really Trying nel ruolo di Hedy La Rue
  - Victoria Clark – Sister Act nel ruolo di Mother Superior
  - Patti LuPone – Women on the Verge of a Nervous Breakdown nel ruolo di Lucia
- 2012: Judy Kaye – Nice Work If You Can Get It nel ruolo di Estonia Dulworth
  - Elizabeth A. Davis – Once nel ruolo di Réza
  - Jayne Houdyshell – Follies nel ruolo di Hattie Walker
  - Jessie Mueller – On a Clear Day You Can See Forever nel ruolo di Melinda Wells
  - Da'Vine Joy Randolph – Ghost nel ruolo di Oda Mae Brown
- 2013: Andrea Martin - Pippin nel ruolo di Berthe
  - Annaleigh Ashford - Kinky Boots nel ruolo di Lauren
  - Victoria Clark - Rodgers & Hammerstein's Cinderella nel ruolo della Fata Madrina
  - Keala Settle - Hands on a Hardbody nel ruolo di Norma Valverde
  - Lauren Ward - Matilda the Musical nel ruolo di Miss Jennifer "Jenny" Honey
- 2014: Lena Hall - Hedwig and the Angry Inch nel ruolo di Yitzhak
  - Linda Emond - Cabaret nel ruolo di Fräulein Schneider
  - Anika Larsen - Beautiful: The Carole King Musical nel ruolo di Cynthia Weil
  - Adriane Lenox - After Midnight
  - Lauren Worsham - A Gentleman's Guide to Love and Murder nel ruolo di Phoebe D'Ysquith

- 2015: Ruthie Ann Miles - The King and I nel ruolo di Lady Thiang
  - Victoria Clark - Gigi nel ruolo di Inez Alvarez
  - Judy Kuhn - Fun Home nel ruolo di Helen Fontana Bechdel
  - Sydney Lucas - Fun Home nel ruolo di Alison Bechdel
  - Emily Skeggs - Fun Home nel ruolo di Medium Alison Bechdel
- 2016: Renée Elise Goldsberry - Hamilton nel ruolo di Angelica Schuyler Church
  - Danielle Brooks - The Color Purple nel ruolo di Sofia Johnson
  - Jane Krakowski - She Loves Me nel ruolo di Ilona Ritter
  - Jennifer Simard - Disaster! nel ruolo di Suor Mary Downy
  - Adrienne Warren - Shuffle Along nei ruoli di Gertrude Saunders e Florence Mills
- 2017: Rachel Bay Jones - Dear Evan Hansen nel ruolo di Heidi Hansen
  - Kate Baldwin - Hello, Dolly! nel ruolo di Irene Molloy
  - Stephanie J. Block - Falsettos nel ruolo di Trina
  - Jenn Colella - Come from Away nei ruoli di Annette e Beverly Bass
  - Mary Beth Peil -	Anastasia nel ruolo di Marija Fëdorovna
- 2018:Lindsay Mendez - Carousel nel ruolo di Carrie Porridge
  - Ariana DeBose - Summer: The Donna Summer Musical nel ruolo di Disco Donna
  - Renée Fleming - Carousel nel ruolo di Nettie Fowler
  - Ashley Park . Mean Girls nel ruolo di Gretchen Wieners
  - Diana Rigg - My Fair Lady nel ruolo di Mrs Higgings
- 2019: Ali Stroker - Oklahoma! nel ruolo di Ado Annie Carnes
  - Lilli Cooper - Tootsie nel ruolo di Julie Nichols
  - Amber Gray - Hadestown nel ruolo di Persefone
  - Sarah Stiles - Tootsie nel ruolo di Sandy Lester
  - Mary Testa - Oklahoma! nel ruolo di zia Eller

### Anni 2020
- 2020: Lauren Patten - Jagged Little Pill nel ruolo di Joanne "Jo" Taylor
  - Kathryn Gallagher - Jagged Little Pill nel ruolo di Bella Fox
  - Celia Rose Gooding - Jagged Little Pill nel ruolo di Mary Frances "Frankie" Healy
  - Robyn Hurder - Moulin Rouge! nel ruolo di Nini
  - Myra Lucretia Taylor - Tina - The Tina Turner Musical nel ruolo di Gran Georgianna
- 2022: Patti LuPone - Company nel ruolo di Joanne
  - Jeannette Bayardelle - Girl From The North Country nel ruolo di Mrs. Neilsen
  - Shoshana Bean - Mr. Saturday Night nel ruolo di Susan Young
  - Jayne Houdyshell - The Music Man nel ruolo di Mrs Shinn
  - L Morgan Lee - A Strange Loop nel ruolo di Thought 1
  - Jennifer Simard - Company nel ruolo di Sarah
- 2023: Bonnie Milligan - Kimberly Akimbo nel ruolo di Zia Debra
  - Julia Lester - Into the Woods nel ruolo di Cappuccetto Rosso
  - Ruthie Ann Miles - Sweeney Todd: The Demon Barber of Fleet Street nel ruolo di Lucy Barker
  - NaTasha Yvette Williams - Some Like It Hot nel ruolo di Sweet Sue
  - Betsy Wolfe - & Juliet nel ruolo di Anne Hathaway
- 2024: Kecia Lewis - Hell's Kitchen nel ruolo di Miss Liza Jane
  - Shoshana Bean - Hell's Kitchen nel ruolo Jersey
  - Amber Iman - Lempicka nel ruolo di Rafaela
  - Nikki M. James - Suffs nel ruolo di Ida B. Wells
  - Leslie Rodriguez Kritzer - Monty Python's Spamalot nel ruolo della Dama del Lago
  - Lindsay Mendez - Merrily We Roll Along nel ruolo di Mary Flynn
  - Bebe Neuwirth - Cabaret nel ruolo di Fraulein Schneider

- 2025:
  - Natalie Venetia Belcon – Buena Vista Social Club nel ruolo di Omara Portuondo
  - Julia Knitel – Dead Outlaw nel ruolo di Helen McCurdy/Maggie Johnson/Millicent Esper
  - Gracie Lawrence – Just in Time nel ruolo di Connie Francis
  - Justina Machado – Real Women Have Curves as Carmen Garcia
  - Joy Woods – Gypsy nel ruolo di Louise

## Attrici più premiate
- Judy Kaye (2)
- Andrea Martin (2)
- Audra McDonald (2)